# Joseph Johann Knolz

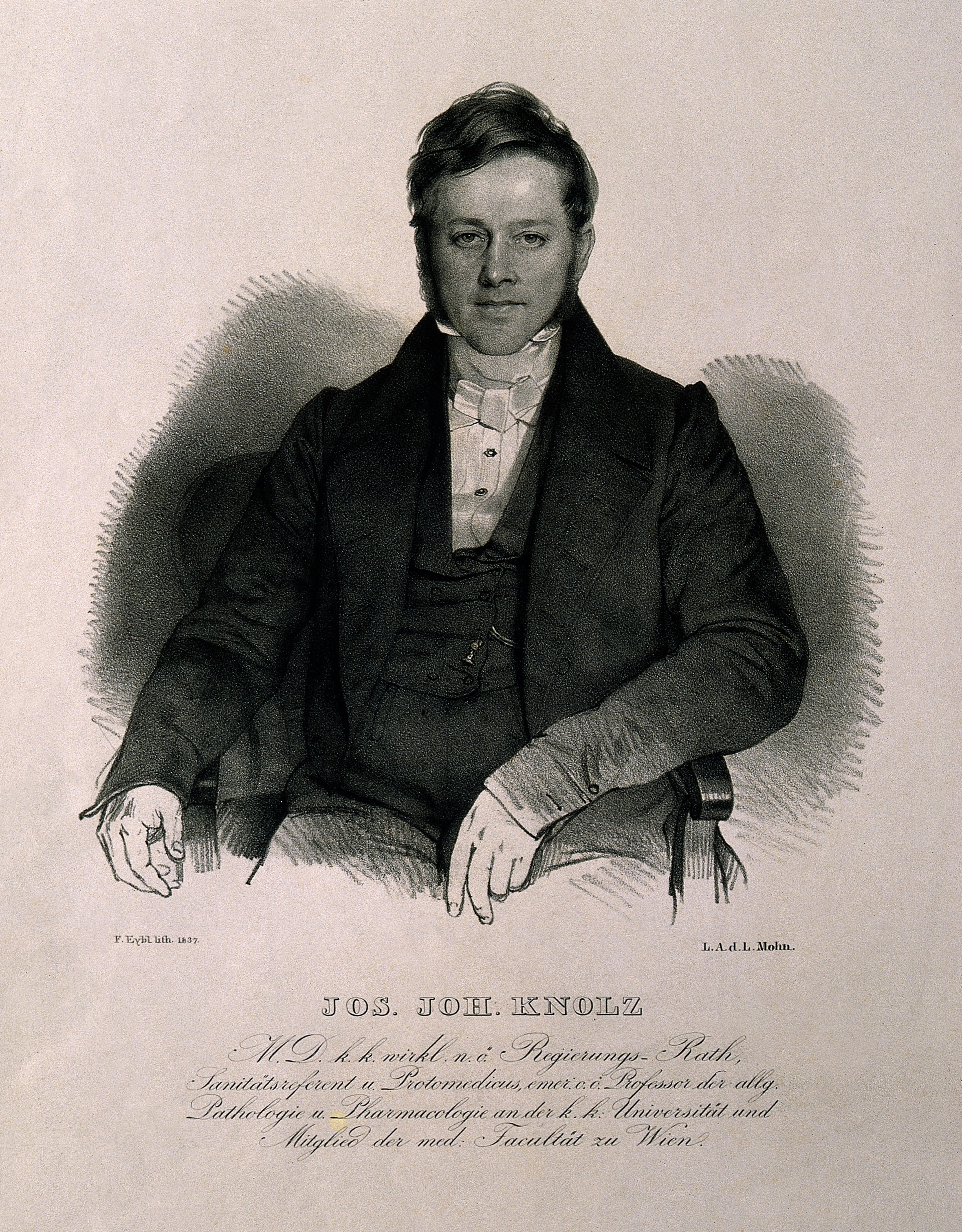
Joseph Johann Knolz, Lithografie von F. Eybl, 1837

Joseph Johann Knolz (auch Knolc oder Knotz; * 2. März 1791 in Luttenberg in der Steiermark; † 12. Juni 1862 in Wien) war ein österreichischer Mediziner und Verwaltungsbeamter.

## Leben
Knolz studierte an der Universität Wien und schloss das Studium 1820 mit der Promotion zum Dr. med. aufgrund der Dissertation Dissertatio Inauguralis Historico-Naturalis-Medico-Chirurgica De Hirudinibus. Earumque Usu Medicinali. ab. Er wurde Assistent an der Medizinischen Klinik für Wundärzte in Wien. Im Jahr 1821 folgte er einem Ruf als Professor der theoretischen und praktischen Medizin an das Lyzeum Salzburg. Zugleich wurde er Primararzt des St. Johann-Spitals sowie der Salzburger Irrenanstalt.
Knolz folgte 1830 einem Ruf zurück an die Wiener Universität. Dort wurde er ordentlicher Professor der allgemeinen Pathologie und der Pharmakologie. Zeitweise war er Dekan der Medizinischen Fakultät. Außerdem erhielt er 1831 die Ernennung zum Referenten der k. k. niederösterreichischen Landesregierung für Choleraangelegenheiten. Er wurde 1833 Protomedicus und Sanitätsreferent im Rang eines wirklichen Regierungsrats bei der Landesregierung. 1861 wurde er in den Ruhestand versetzt und mit dem Ritterkreuz des Franz-Joseph-Orden ausgezeichnet. Bereits am 10. Dezember 1840 wurde ihm die Ehrenbürgerwürde der Stadt Wien verliehen.
Knolz war Mitglied diverser wissenschaftlicher und medizinischer Gesellschaften im In- und Ausland.

## Werke (Auswahl)
Er war als Redakteur oder Herausgeber an verschiedenen Periodika beteiligt. Er war während der Choleraepidemie 1854 Redakteur des Wiener medicinischen Notizenblatts. Ab 1855 war er Redakteur der Medicinischen Jahrbücher des österreichischen Staates und daneben Hauptredakteur der Oesterreichischen Zeitschrift für praktische Heilkunde. Außerdem war er Mitherausgeber der Deutschen Zeitschrift für die Staatsarzneikunde mit vorzüglicher Berücksichtigung der Strafrechtspflege in Deutschland und Oesterreich, die in Erlangen erschien.
- Naturhistorische Abhandlung über die Blutegel und ihren medicinischen Gebrauch, Heubner, Wien 1820.
- Systematische Eintheilung der Fieber als Leitfaden zur Diagnostik derselben am Krankenbette, tabellarisch zusammengestellt, Duyle, Salzburg 1827.
- Darstellung der Medicinal-Verfassung in den k. k. Staaten Oesterreichs in Beziehung auf den Wirkungskreis der Kreiswundärzte, der Civil-, Stadt- und Landwundärzte, Mechitaristen, Wien 1829 (Digitalisat).
- Darstellung der Brechruhr-Epidemie in der k. k. Haupt- und Residenzstadt Wien, wie auch auf dem flachen Lande in Oesterreich u. d. Enns in den Jahren 1831 und 1832 nebst den dagegen getroffenen sanitätspolizeylichen Vorkehrungen, Mayer, Wien 1834 (Digitalisat).
- Institutiones medicae hygienes et semiotices generalis usui academico adcommodatae. Verl. der Mechitaristen Congregrations-Buchhandlung, Wien 1835 (Digitalisat).
- Darstellung der Humanitäts- und Heilanstalten im Erzherzogthume Oesterreich unter der Enns : als Staatsanstalten und Privatwerke, nach ihrer dermaligen Verfassung und Einrichtung. Verl. der Mechitaristen Congregrations-Buchhandlung, Wien 1840 (Digitalisat).
- Darstellung der Verfassung und Einrichtung der Baumwoll-Spinnerei-Fabriken in Niederösterreich : mit besonderer Beziehung auf die moralisch-intellectuelle und physische Erziehung der daselbst verwendeten Kinder und die diessfalls bestehenden gesetzlichen Vorschriften.  Kaulfuß Prandel, Wien 1843 (Digitalisat).
- Das Stottern und die Mittel zu dessen Heilung vom medicinischen und medicinisch-polizeilichen Standpuncte betrachtet, Hof- und Staatsdruckerei, Wien 1857.